# Jacques Sautereau
Marie Maurice Jacques Alfred Sautereau (Franciaország, Yvelines, Louveciennes, 1860. szeptember 7. – Franciaország, Val-de-Marne, Saint-Mandé, 1936. november 23.) francia olimpiai bronzérmes croquetjátékos.
Croquet (krokett) egyetlenegyszer volt a nyári olimpiákon, mégpedig az 1900. évi nyári olimpiai játékokon.
Kétlabdás egyéniben az első körben könnyen tovább jutott. A második körben kettő vereséggel és egy győzelemmel bronzérmes lett.
A versenyeken három rokona is indult, mind az unokatestvére volt: Jeanne Filleaul-Brohy, Marcel Haëntjens és Marie Ohier.